# Elecciones provinciales de Buenos Aires de 1951
Las elecciones generales de la provincia de Buenos Aires de 1951 tuvieron lugar el 11 de noviembre del mencionado año con el objetivo de renovar la gobernación y la legislatura provincial para el período 1952-1956, teniendo lugar al mismo tiempo que las elecciones presidenciales y legislativas a nivel nacional, renovándose todos los cargos electos del país tras las reforma constitucional argentina de 1949. El gobernador Domingo Mercante, del Partido Peronista (PP) no se presentó a la reelección, y en su lugar el candidato oficialista fue Carlos Vicente Aloé, apoyado también por el Partido Peronista Femenino (PPF), con Carlos Antonio Díaz como compañero de fórmula y candidato a vicegobernador. En cuanto al principal partido opositor, la Unión Cívica Radical (UCR), debido a que Ricardo Balbín se presentó como candidato a presidente de la Nación, su candidato a gobernador fue Crisólogo Larralde, con Ricardo Rudi para vicegobernador.
Con una alta participación, el resultado fue un aplastante triunfo para Aloé, que obtuvo casi el 63% de los votos, contra el 33% que obtuvo Larralde, sin que el resto de los partidos superara el 4% de los votos todos juntos. Aloé asumió el cargo el 4 de junio de 1952, pero no pudo terminar el mandato constitucional debido al golpe de Estado de septiembre de 1955.